# Aftermath Entertainment
Aftermath Entertainment és una discogràfica nord-americana especialitzada en hip-hop fundadada per Dr. Dre el 1996.

## Història de la companyia
Originalment Dre va ser vicepresident de Death Row Records amb Suge Knight, però va deixar el segell el 1996. Aftermath distribueix el seu material mitjançant Interscope Records, una divisió d'Universal Music Group, la segona companyia de música capdavantera en el món.
Aftermath ha basat el seu gran èxit en tres estrelles del món del hip-hop com són Eminem, 50 cent i més recentment The Game.